# Football Club Emmen 2009-2010

## Rosa
| N. |                             | Ruolo | Calciatore         |
| -- | --------------------------- | ----- | ------------------ |
| 1  | Paesi Bassi (bandiera)      | P     | Harm Zeinstra      |
| 2  | Paesi Bassi (bandiera)      | D     | Timothy Cathalina  |
| 3  | Paesi Bassi (bandiera)      | D     | Arjen Bergsma      |
| 4  | Paesi Bassi (bandiera)      | D     | Sjors Paridaans    |
| 5  | Antille Olandesi (bandiera) | D     | Angelo Zimmerman   |
| 6  | Paesi Bassi (bandiera)      | C     | Niek Ripson        |
| 7  | Paesi Bassi (bandiera)      | A     | Michel Poldervaart |
| 8  | Paesi Bassi (bandiera)      | C     | Erik van der Ven   |
| 9  | Paesi Bassi (bandiera)      | A     | Ruud ter Heide     |
| 10 | Paesi Bassi (bandiera)      | C     | Roy Stroeve        |
| 11 | Paesi Bassi (bandiera)      | A     | Xander Houtkoop    |
| 12 | Paesi Bassi (bandiera)      | D     | Kevin Görtz        |
| 14 | Paesi Bassi (bandiera)      | D     | Tim Siekman        |
| 15 | Paesi Bassi (bandiera)      | A     | Wesley Wakker      |
| 16 | Paesi Bassi (bandiera)      | P     | Piet IJzerman      |

| N. |                         | Ruolo | Calciatore          |
| -- | ----------------------- | ----- | ------------------- |
| 17 | Paesi Bassi (bandiera)  | A     | Steven de Blok      |
| 18 | Ungheria (bandiera)     | A     | Tamás German        |
| 19 | Paesi Bassi (bandiera)  | A     | Hans Denissen       |
| 20 | Marocco (bandiera)      | C     | Sofian Akouili      |
| 21 | Brasile (bandiera)      | M     | Leonardo dos Santos |
| 22 | Paesi Bassi (bandiera)  | P     | Bas van Wegen       |
| 23 | Paesi Bassi (bandiera)  | D     | Guus de Vries       |
| 24 | Austria (bandiera)      | A     | Miloš Malenović     |
| 25 | Paesi Bassi (bandiera)  | C     | Patrick Lip         |
| 26 | Paesi Bassi (bandiera)  | D     | Sander Fischer      |
| 27 | Burkina Faso (bandiera) | D     | Rahim Ouédraogo     |
| 28 | Paesi Bassi (bandiera)  | C     | Erwin Buurmeijer    |
| 29 | Paesi Bassi (bandiera)  | D     | Frank Schijff       |
| 30 | Paesi Bassi (bandiera)  | C     | Anton Jongsma       |